# 長洲警署

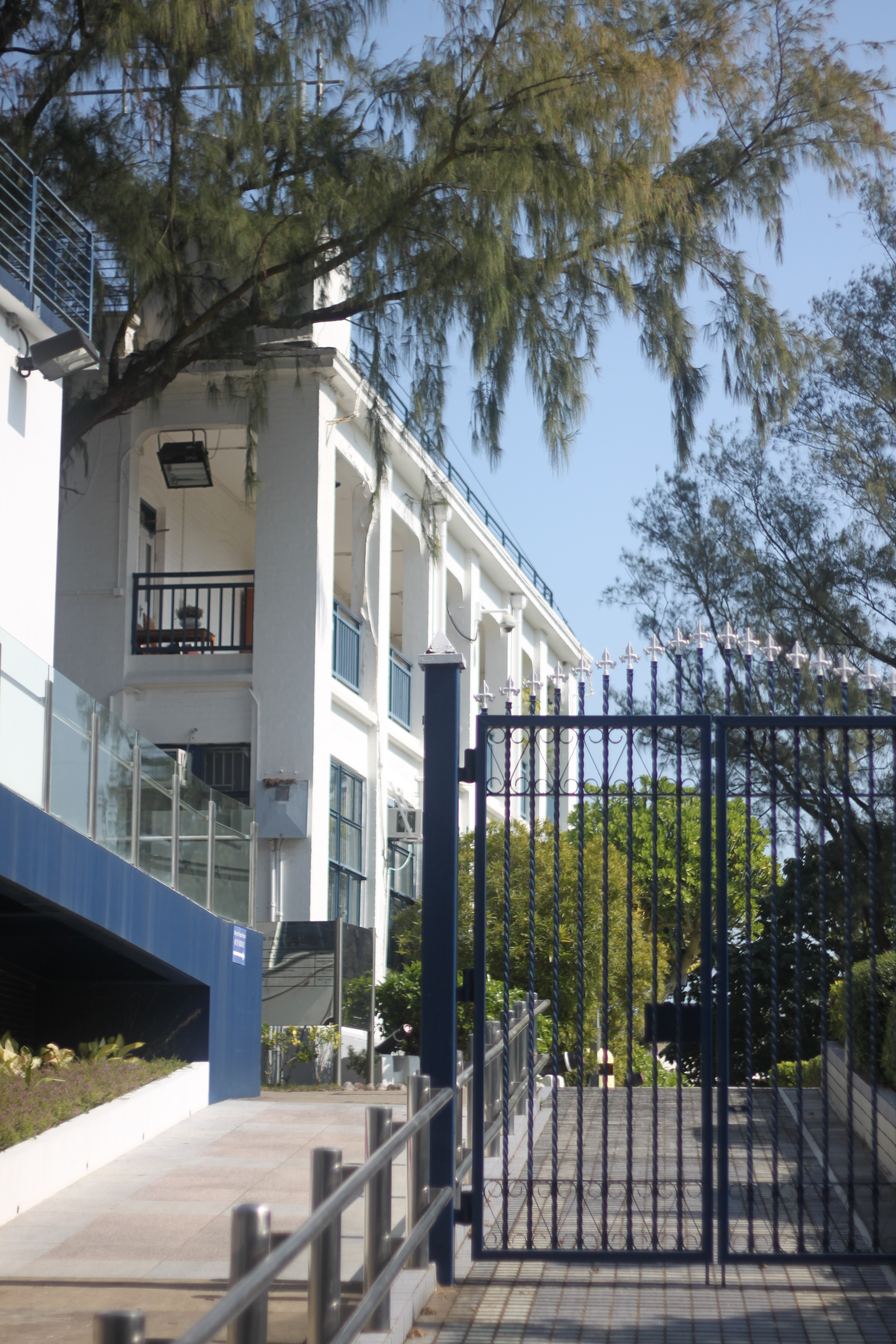
長洲警署

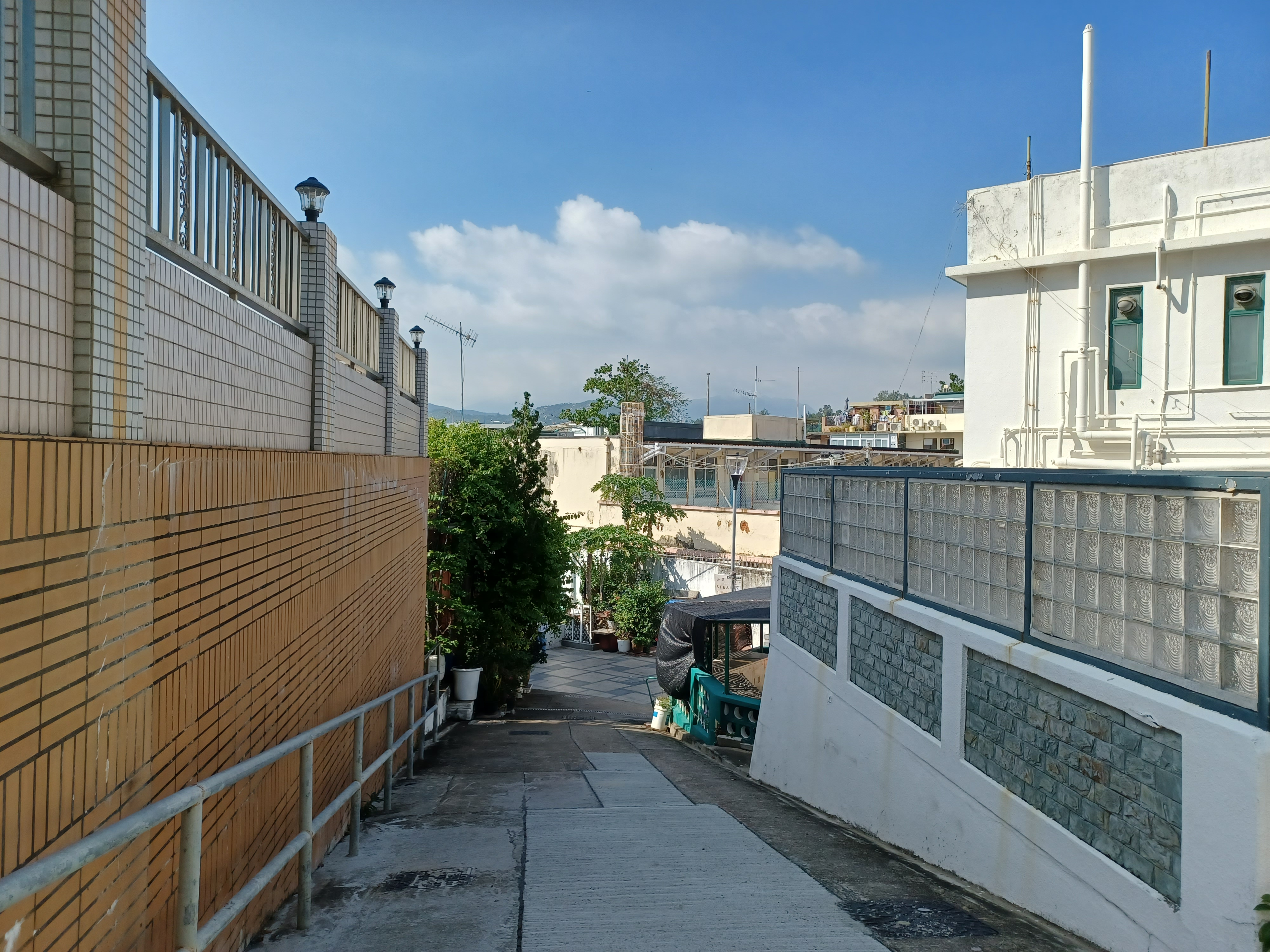
從東灣路通往長洲警署的警署徑

22°12′29″N 114°01′50″E / 22.20806°N 114.03056°E
長洲分區警署（英語：Cheung Chau Division Police Station）又稱長洲警署，是香港警務處水警總區水警海港區長洲分區的警署，位於香港新界長洲警署徑4號。

## 歷史
20世紀初期，香港沿海一帶的海盜肆虐。1912年8月19日，駐守舊長洲警署的3名摩羅差被海盜殺死。翌年香港政府於現址建立一所保安比較嚴密，而且在地理上擁有優勢的警署，以防禦海盜的肆虐及襲擊。新的長洲警署於1913年建成，樓高兩層，位處小山崗上，居高臨下，形勢優越。警署採用斜坡瓦頂設計，二樓設有開放式走廊，牆身結構採用廣東紅磚加石灰黏合，後來牆身被髹上白色。長洲警署一直沿用至今，經歷多次重組及翻新。
1960年代，長洲居民不足15,000人，因此罪案不多，當時人員比較多處理的是財物糾紛、家庭糾紛、在颱風吹襲時懸掛香港熱帶氣旋警告信號，以及擔任驗屍官，為長洲居民簽發死亡證明。
自從2001年起，長洲警署進行多次翻新，增添一系列的新設施，亦為警務人員提供更完善的設備，提升行動效率。現時警署設有報案室、當值室、會見室、羈留室等等。2009年，長洲警署獲評為二級歷史建築，亦為現時香港政府沿用最早期用途的建築物。

## 建築
長洲警署設有報案中心、資源中心、當值室、會見室、羈留室及刑事偵緝部辦公室等設施。

## 鄰近
長洲聖心小學
- 長洲體育館

## 軼事
1960年代，被派遣長洲的人員均特別注重派頭，身上備有一支派克墨水筆及戴上勞力士名貴手錶，因而深受長洲女性歡迎，不少成為長洲姑爺。
香港淪陷期間，多名華人曾經被日本皇軍在長洲處決。位於長洲警署2樓的指揮官宿舍多次有過鬧鬼傳聞，包括一次指揮官一家在海外度假時，該宿舍不時傳出搬運傢俱聲音。

## 相關參見
- 差館
- 警區